# (9282) 1981 EP16
(9282) 1981 EP16 — астероїд головного поясу, відкритий 6 березня 1981 року.
Тіссеранів параметр щодо Юпітера — 3,664.